# Essighaus

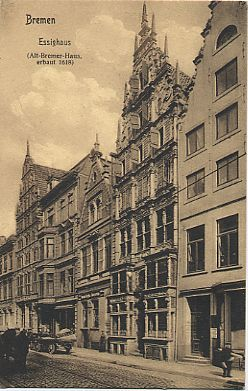
Essighaus um 1907

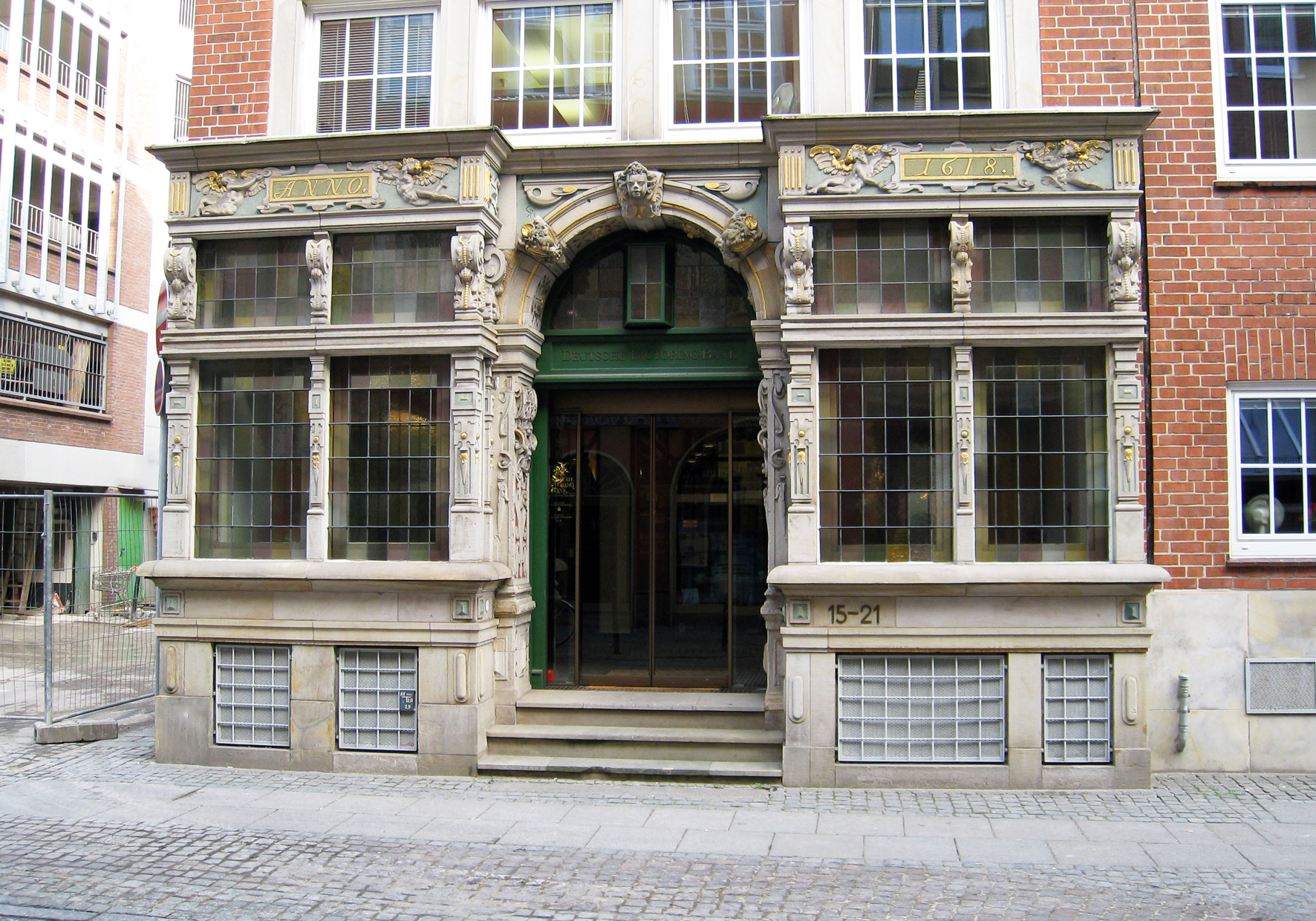
Utluchten und Portal des ehemaligen Essighauses

Das Essighaus (auch Esich-Haus) in der Langenstraße in Bremen war ein prächtiges Giebelhaus im Stil der Weserrenaissance. Es wurde im Zweiten Weltkrieg bis auf das Erdgeschoss zerstört und 1956 teilweise rekonstruiert.
Das Gebäude steht seit 1917/1973 unter Bremer Denkmalschutz.
Im Juli 2022 begannen die Abbrucharbeiten des Essighauses. Die historischen Teile des Erdgeschosses sollen später in einen modernen Neubau integriert werden.

## Geschichte
Das Essighaus wurde 1618 im Auftrag der Kaufmannsfamilie Esich als schmales, aber prachtvolles Patrizierhaus in unmittelbarer Nachbarschaft der Stadtwaage vom Lemgoer Baumeister Ernst Crossmann errichtet. Ursprünglich besaß das Haus fünf Stockwerke, eine Prunkfassade mit Skulpturen aus Obernkirchener Sandstein und einen mit Rollwerk verzierten Giebel. An der Fassade war folgender Spruch zu lesen: „Has Neit Abgunst ist gar umsunst – was Got bescheret bleibt unverweret.“
Nachdem das Gebäude lange Jahre in Kaufmannshand war, betrieb Conrad Büchner hier ab 1828 eine Bierbrauerei. Sein Nachfolger, Heinrich Rasch, richtete eine Essigfabrik ein, weshalb das Haus ab dem 19. Jahrhundert als „Essighaus“ bekannt wurde. Unter der wechselnden gewerblichen Nutzung verkam das Gebäude zusehends und sollte abgerissen werden. 1893 bewarb sich das Londoner South Kensington Museum um den Ankauf, um zumindest die Fassade zu erhalten und in England wieder zu errichten. Der Architekt Albert Dunkel bemühte sich um eine Restaurierung mit Mitteln einer Bremer Stiftung und wurde kurzzeitig selbst Eigentümer des Gebäudes, aber das Geld reichte nicht, um die Arbeit zu vollenden. 1897 sprang das Bremer Weinhandelshaus Reidemeister & Ulrichs ein und erwarb das Essighaus für 125.000 Mark. Dunkel vollendete bis 1901 den Umbau des Gebäudes, in dessen Räumen das Weinlokal Alt-Bremer-Haus eröffnete, das besonders wegen seiner aufwändigen Innenausstattung Bekanntheit erlangte. 1901 wurde in diesem Lokal der Ostasiatische Verein Bremens gegründet.
Durch die Bombenangriffe am 5. September 1942 und 6. Oktober 1944 wurde das Haus mit Ausnahme des Erdgeschosses völlig zerstört. Beim Wiederaufbau 1956 wurden nur die Utluchten (die ebenerdigen Erker) und das Portal rekonstruiert, die Obergeschosse wurden komplett neu gestaltet und der Giebel mit Versatzstücken des ehemaligen Caesarschen Hauses vom Domshof versehen.
Seit 1972 wird das Gebäude von einem Geldinstitut genutzt. Zunächst residierte hier das Privatbankhaus Martens & Weyhausen. Seit 1985 ist es Sitz der Deutschen Factoring Bank. Im August 2018 stellte der Unternehmer Christian Jacobs seine Pläne zum Umbau des Gebäudekomplexes vor, der die Vollendung der Rekonstruktion der historischen Renaissance-Fassade des Essighauses beinhaltet.
Im Februar 2022 wurden überarbeitete Pläne des Neubaus vorgestellt, die auf eine Rekonstruktion verzichten. Stattdessen sollen nur die Utluchten und das Portal in eine moderne Fassade integriert werden. Im Juli 2022 begann die Bergung der historischen Gebäudeteile, um danach den gesamten Gebäudekomplex abzureißen. 
Die Gebäude Haus Langenstraße 11: Buchhandlung Storm, Bank für Handel und Gewerbe, Haus Langenstraße 16, Bankhaus Martens und Weyhausen/Essighaus, Stadtwaage mit Wappen, Reliefs und Brunnen sowie das Kontorhaus am Markt bilden das denkmalgeschützte Ensemble an der Langenstraße (Nr. 2 bis 16, 18, 25).

## Sigmund Freud und C. G. Jung im Essighaus
Im Essighaus fand eine für die Geschichte der Psychoanalyse bemerkenswerte Begegnung statt. Sigmund Freud und C. G. Jung hatten sich im August 1909 bei einem Besuch in Bremen auch die mumifizierten Leichen im Bleikeller angesehen. Während Freud vom Anblick der Toten abgestoßen war (und sich später in seinem Reisejournal daran anknüpfend für die Feuerbestattung aussprach), wollte Jung, als man sich anschließend im damals noch Alt-Bremer Haus genannten Lokal zu Tisch setzte, das Gespräch nachdrücklich auf den Bleikeller bringen, worüber Freud sich so aufregte, dass er in Ohnmacht fiel. Freud war überzeugt, das Insistieren Jungs bedeute, dass dieser ihm unbewusst den Tod wünsche. Jung dagegen interpretierte den Vorfall als Ausdruck einer Neurose Freuds. Die Entfremdung zwischen Freud und seinem vorübergehenden Anhänger Jung wird mit dieser Begegnung in Verbindung gebracht.